# 高木粂太郎
高木 粂太郎（たかぎ くめたろう、1866年11月13日（慶応2年10月7日） - 1940年（昭和15年）3月4日）は、大正から昭和時代戦前の政治家。漁業家。衆議院議員。

## 経歴
伊豆国那賀郡安良里村（静岡県那賀郡宇久須村、賀茂郡宇久須村、安良里村、賀茂村を経て現西伊豆町安良里）に生まれる。日清戦争、日露戦争に従軍。漁業界の指導者として活躍し1908年（明治41年）地域で初めて西洋型発動漁船「虎勢丸」を建造し、漁場の拡大に努める。
1902年（明治35年）安良里漁業組合長、1913年（大正2年）賀茂郡水産組合長、1926年（大正15年）静岡県水産会長を歴任した。ほか、安良里村会議員、静岡県会議員、同参事会員、地方森林会議員などを務めた。
1936年（昭和11年）2月の第19回衆議院議員総選挙では静岡県第2区から出馬し当選。漁船保険法、金融制度の確立、燃油の免税などの水産関連法の実現に尽くした。
1938年（昭和13年）より静岡県漁業組合連合会長に選ばれたほか、水産会館を建設するなど業界の指導に尽くした。つづく第20回総選挙でも当選したが在任中に死去した。